# Haruko Sugimura
Haruko Sugimura (杉村 春子, Sugimura Haruko, 6 de janeiro de 1909 – 4 de abril de 1997) foi uma atriz japonesa de teatro e cinema, mais conhecida por suas participações nos filmes de Yasujirō Ozu e Mikio Naruse entre o final dos anos 1940 e início dos anos 1960.

## Biografia
Sugimura nasceu em Nishi-ku, Hiroshima. Após a morte de seus pais, ela foi adotada ainda jovem por ricos vendedores de madeira, só descobrindo muito mais tarde que eles não eram seus pais biológicos (além de que Sugimura supostamente alegou que ela era filha ilegítima de uma gueixa). Seus pais adotivos a levaram para apresentações de artes cênicas clássicas japonesas, como kabuki e bunraku, e ocidentais, incluindo o balé e a ópera. Eles também a encorajaram a se matricular na Tokyo Ongaku Gakko (atual Universidade de Artes de Tóquio), onde ela foi reprovada nos vestibulares. Ela se juntou ao Tsukiji Shōgekijō ("Pequeno Teatro Tsukiji") em Tóquio, no ano de 1927, e mais tarde à companhia de teatro Bungakuza, à qual permaneceu afiliada de 1937 até sua aposentadoria em 1996.
Sua estreia cinematográfica ocorreu em 1932 com o filme Namiko, de Eizo Tanaka. Entre 1937 e o fim da guerra, ela atuou em cerca de 20 filmes, incluindo obras dos diretores Yasujirō Shimazu e Shirō Toyoda. Suas participações mais emblemáticas em filmes no pós-guerra incluem Ōsone-ke no asa  (1946), de Keisuke Kinoshita, e Banshun de Ozu (1949). Seus papéis mais importantes no cinema incluíram o de Shige, a filha cabeleireira de um casal de idosos em Tōkyō Monogatari de Ozu (1953), Bangiku, de Naruse (1954), e Nigorie, de Tadashi Imai (1953). Por suas atuações no cinema, ela recebeu prêmios nas cerimônias do Blue Ribbon Award, Kinema Junpo Award e Mainichi Film Award.
No palco, ela fez sucesso como Blanche Dubois em A Streetcar Named Desire, Gertrude em Hamlet e Asako Kageyama em Rokumeikan, elaborada por Yukio Mishima. Seu papel de peça mais popular e frequentemente repetido foi o de Kei Nunobiki em Onna no isshō, de Kaoru Morimoto, pelo qual ela recebeu vários prêmios, incluindo o Prêmio da Academia de Arte do Japão e o Prêmio Asahi. Em 1992, ela recebeu cidadania honorária da cidade de Tóquio. Em 1995, ela recusou o prêmio da Ordem da Cultura. No mesmo ano, o último filme no qual ela atuaria seria Gogo no Yuigon-jo, de Kaneto Shindō.

## Filmografia

### Filmes
- Namiko (1932)
- Asakusa no hi (1937)
- Uguisu (1938)
- Totsugu hi made (1940)
- Okumura Ioko (1940)
- Kojima no haru (1940) – Esposa de Yokogawa
- Ōhinata-mura (1940)
- Waga ai no ki (1941)
- Shirasagi (1941)
- Jirō monogatari (1941)
- Nankai no hanataba (1942) – Nobuko Hotta
- Haha no chizu (1942) – Isano Kishi
- Gekiryu (1944)
- Rikugun (1944) – Setsu
- Kanjōkai no bara (1945)
- Umi no yobu koe (1945)
- Ōsone-ke no ashita (1946) – Fusako Ōsone
- Urashima Tarō no kōei (1946)
- Waga seishun ni kuinashi (1946) – Madame Noge, mãe de Ryukichi
- Yottsu no koi no monogatari (1947) – Mãe de Yukiko (episódio 1)
- Joen (1947)
- Haru no mezame (1947)
- Sanbon yubi no otoko (1947) – Itoko
- Yuwaku (1948) – Tokie
- Te o tsunagu kora (1948)
- Idainaru X (1948) – Taka
- Toki no teizo: zengohen (1948)
- Kurogumo kaido (1948)
- Koku'un kaido (1948)
- Beni imada kiezu (1949)
- Yotsuya kaidan (1949) – Omaki
- Shinshaku Yotsuya kaidan: kōhen (1949) – Omaki
- Banshun (1949) – Masa Taguchi
- Onna no shiki (1950)
- Mata au hi made (1950) – Ono Suga
- Kike wadatsumi no koe (1950) – Kohagi Nakamura
- Eriko to tomoni Parte I e II (1951) – Harue Matsumura
- Jiyū gakkō (1951)
- Bakushū (1951) – Tami Yabe
- Umi no hanabi (1951) – Kono Kujirai
- Meshi (1951) – Matsu Murata, mãe de Michiyo
- Inochi uruwashi (1951) – Mine Imura
- Seishun kaigi (1952) – Tamiyo
- Genroku suikoden (1952) – Onui
- Kaze futatabi (1952)
- Kin no tamago: Golden girl (1952) – Tsuruko Fujimura
- Wakai hito (1952)
- Senba zuru (1953) – Chikako Kurimoto
- Montenrupa: Bokyo no uta (1953)
- Kimi ni sasageshi inochi nariseba (1953)
- Tōkyō Monogatari (1953) – Shige Kaneko
- Onna no issho (1953) – Tamae, mãe de Shintaro
- Nigorie (1953) – O-Hatsu (história 3)
- Geisha Konatsu (1954) – Raku Kamioka
- Bangiku (1954) – Kin
- Shunkin monogatari (1954) – Oei
- Kunsho (1954)
- Meiji ichidai onna (1955) – Ohide
- Keisatsu Nikki (1955) – Moyo Sugita
- Yōkihi (1955) – Princess Yen-chun
- Geisha Konatsu: Hitori neru yo no Konatsu (1955) – Raku Kamioka
- Nogiku no gotoki kimi nariki (1955) – Mãe de Masao
- Aogashima no kodomotachi – Onna kyōshi no kiroku (1956) – Chie Yamada
- Sōshun (1956) – Tamako Tamura
- Yonjū-hassai no teikō (1956) – Satoko, esposa de Kotaro
- Nagareru (1956) – Someka
- Onna no ashi ato (1956)
- Manin densha (1957) – Otome, a mãe
- Tōkyō boshoku (1957) – Shigeko Takeuchi
- Kanashimi wa onna dakeni (1958) – Chiyoko
- Hana no bojō (1958) – Rie Ikegami
- Iwashigumo (1958) – Toyo
- Nemuri Kyōshirō burai hikae: Maken jigoku (1958) – Sonoe
- Bom Dia (1959) – Kikue Haraguchi
- Bibō ni tsumi ari (1959) – Fusa Yoshino
- Anyakōro (1959) – Osai
- Kashimanada no onna (1959)
- Nippon Tanjō (1959) – Narrator
- Ukigusa (1959) – Oyoshi
- Tenpō rokkasen – Jigoku no hanamichi (1960) – Okuma
- Musume tsuma haha (1960) – Kayo Tani
- Musume, tsuma, haha (1960) – Kayo Tani
- Ashi ni sawatta onna (1960) – Haruko, a batedora de carteiras
- Furyu fukagawata (1960)
- Banana (1960)
- Kutsukake Tokijirō (1961) – Oroku
- Kohayagawa-ke no aki (1961) – Katou Shige
- Buddha (1961) – Vaidehi
- Hangyakuji (1961)
- Katei no jijō (1962) – Sra. Yoshii
- Onna no za (1962) – Aki, Ishikawa-ke no gosai
- Ashita aru kagiri (1962)
- Musume to watashi (1962) – Kiyo Kitagawa
- Hakai (1962) – Esposa do diretor
- Sanma no Aji (1962) – Tomoko
- Kaigun (1963)
- Haha (1963) – Yoshie
- Kōge (1964) – Taromaru
- Akujo (1964) – Hatsu Mimura
- Kaidan (1964) – Madame (história 4)
- Samurai (1965) – Tsuru
- Utsukushisa to kanashimi to (1965) – Mãe de Otoko
- Akahige (1965) – Kin, a madame
- Daikon to ninjin (1965)
- Rokujo yukiyama tsumugi (1966) – Mãe de Ine
- Jinchoge (1966) – Aki Ueno, Daphne
- Hanaoka Seishū no tsuma (1967) – Narradora
- Hitorikko (1969)
- Kaseki no mori (1973)
- Akumyo: shima arashi (1974) – Ito
- Kaseki (1974) – Sogra
- Bokuto kidan (1992) – Mãe de Kafu
- Gogo no Yuigon-jo (1995) – Yoko Morimoto[1]

### Televisão (selecionado)
- Sekigahara (1981) - Kita no mandokoro

## Prêmios (selecionados)
- 1948: Prêmio da Academia de Arte do Japão por Onna no isshō[5]
- 1951: Blue Ribbon Awards de Melhor Atriz Coadjuvante por Meshi e Bakushū[13]
- 1954: Mainichi Film Concours de Melhor Atriz Coadjuvante por Nigorie e Tōkyō Monogatari[14]
- 1968: Prêmio Asahi por Onna no isshō[12]
- 1995: Prêmio de Mérito Cultural[4][15]
- 1996: Mainichi Film Concours de Melhor Atriz por Gogo no Yuigon-jo[16]
- 1996: Prêmio Kinema Junpo de Melhor Atriz por Gogo no Yuigon-jo[17][18]
- 1998: Prêmio Especial Mainichi Film Concours[19]
- 1998: Prêmio Especial da Academia Japonesa[20]